# خبرگزاری ونزوئلا
خبرگزاری ونزوئلا  (Agencia Venezolana de Noticias)  مشهور به AVN، خبرگزاری دولتی و رسمی کشور ونزوئلا است. 
این خبرگزاری در سال ۲۰۰۵ میلادی به‌عنوان خبرگزاری دولتی ونزوئلا از سوی وزارت ارتباطات این کشور تاسیس شد و تحت کنترل دولت است.